# Låt din härlighet, Jesus, bli sedd hos mig
Låt din härlighet, Jesus, bli sedd hos mig är en sång med text från 1925 av Albert Orsborn, översatt till svenska av David Evert Ekman. Musiken har okänt ursprung.

## Publicerad i
- Frälsningsarméns sångbok 1968 som nr 75 i körsångsdelen under rubriken "Helgelse".
- Frälsningsarméns sångbok 1990 som nr 797 under rubriken "Helgelse".